# Jörg Ewald Dähler
Jörg Ewald Dähler (* 16. März 1933 in Bern; † 3. November 2018) war ein Schweizer Dirigent, Cembalist und Komponist.

## Leben und Wirken
Jörg Ewald Dähler wuchs in Langnau im Emmental als Sohn des reformierten Pfarrers Karl Walter Dähler (1903–1986) auf und besuchte dann das Lehrerseminar Hofwil. Am Konservatorium von Bern absolvierte er das Lehrdiplom für Klavier und studierte dann Cembalo an der Musikhochschule Freiburg im Breisgau. 
Dähler lehrte Generalbass, Kammermusik und Chorleitung am Konservatorium Bern und an der Schola Cantorum Basiliensis. Zu seinen Schülern gehören u. a. Olive Emil Wetter, Hans Eugen Frischknecht und seine Tochter Marie-Louise Dähler. Von 1965 bis 1998 leitete er die von ihm begründeten Konzerte im Berner Rathaus, im Gasthof Krone Bätterkinden und im Schloss Hindelbank und ab 1974 den Berner Kammerchor. Er wirkte als Gastdirigent und Solist in Europa und Asien.
Der historische Hammerflügel erlebte durch Dählers Engagement eine frühe Wiederkehr ins Konzertleben. Bereits ab 1980 spielte der Tenor Ernst Haefliger mit ihm über mehrere Jahre hinweg die wichtigsten Liederzyklen von Franz Schubert auf dem Hammerflügel statt mit dem modernen Konzertflügel ein.
Dähler war auch als Zeichner tätig. Er illustrierte zwei Sammlungen von Erzählungen seines Vaters in berndeutscher Mundart: Momou das git’s (Langnau im Emmental 1983) und Ou das het’s ggä (ebenda 1986).

## Auszeichnungen
Für seine Tätigkeit erhielt er den Kulturpreis des Kantons Bern und die Externe Medaille der Burgergemeinde Bern.

## Werke
- Das Passionsgeschehen nach dem Evangelisten Lukas. Für 1–8-stimmig gemischten Chor, Sprecher, Posaunenquartett und Orgel. 1987.
- Als Herausgeber: François Devienne: 6 Sonaten opus 24 für Fagott und Basso continuo. Accolade-Musikverlag, Warngau.